# 楼阁式塔
楼阁式塔的建筑形式来源于中国传统建筑中的楼阁。佛教传入中国后，为了适应中国的传统习惯，利用人们对多层楼阁通天的寄托，以楼阁形式作为礼佛的纪念性建筑物。楼阁式塔可供奉佛像，并可供僧人等登临之用。有的楼阁式塔还兼有军事了望的功用，如北京良乡的昊天塔。建筑材料有木材或石砖，有的塔表面装饰有石刻或琉璃。
楼阁式塔的特征是具有台基、基座，有木结构或砖仿木结构的梁、枋、柱、斗拱等楼阁特点的构件。塔刹安放在塔顶，形制多样。有的楼阁式塔在第一层有外廊（也叫“副阶”），外廊加强了塔的稳定性，也使其更为壮观。外廊能有效地防止地基被雨水冲刷，提高了塔的寿命。
楼阁式塔是中国塔的发展主流，多见于长江以南的广大地区，北方相对少些。在中国最早的楼阁式塔是洛阳白马寺中所建的四方形楼阁式塔。